# Bruno Nascimento
Bruno Andrade de Toledo Nascimento (Cacapava, Brasil, 30 de mayo de 1991) es un futbolista brasileño. Juega de defensor y su equipo es el F. C. Pyunik Ereván de la Liga Premier de Armenia.

## Clubes
| Club                         | País     | Año       | PJ | Goles |
| ---------------------------- | -------- | --------- | -- | ----- |
| Desportivo Brasil            | Brasil   | 2010-2013 |    |       |
| G. D. Estoril Praia (cedido) | Portugal | 2010-2013 | 46 | 2     |
| 1. F. C. Colonia             | Alemania | 2013-2016 | 14 | 1     |
| G. D. Estoril Praia (cedido) | Portugal | 2014-2015 | 13 | 0     |
| C. D. Tondela (cedido)       | Portugal | 2015-2016 | 26 | 0     |
| A. C. Omonia Nicosia         | Chipre   | 2016-2017 | 11 | 0     |
| C. D. Feirense               | Portugal | 2017-2019 | 30 | 0     |
| Manama Club                  | Baréin   | 2019-2020 | 25 | 1     |
| Al-Hidd Club                 | Baréin   | 2020-2021 | 8  | 0     |
| Al-Khaldiya S. C.            | Baréin   | 2021      | 12 | 0     |
| F. C. Pyunik Ereván          | Armenia  | 2021-     | 14 | 0     |

## Palmarés

### Títulos nacionales
| Título                  | Club                | País    | Año  |
| ----------------------- | ------------------- | ------- | ---- |
| Liga Premier de Armenia | F. C. Pyunik Ereván | Armenia | 2022 |